# Utahraptor ostrommaysorum
Utahraptor ostrommaysi  è una specie estinta di dinosauro teropode dromaeosauride vissuto nel Cretaceo inferiore, circa 135-130 milioni di anni fa (Valanginiano-Hauteriviano), nello Utah, Stati Uniti d'America. È l'unico esponente del genere Utahraptor e rappresenta il più grande membro della famiglia Dromaeosauridae.
Nel 2018 fu proposta la designazione di Utahraptor come dinosauro di Stato dello Utah, proposta che fu approvata dal Senato. Inizialmente Utahraptor avrebbe dovuto sostituire un altro dinosauro, Allosaurus, come fossile ufficiale dello Stato, ma successivamente si decise di affiancare i due dinosauri come simboli ufficiali dello Utah.

## Descrizione

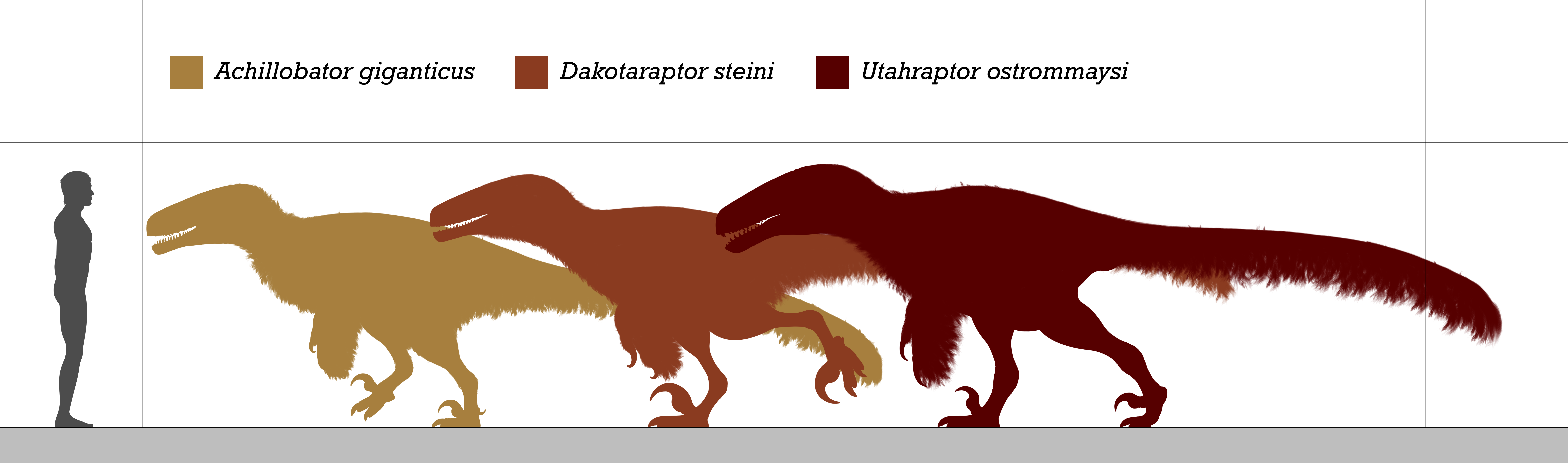

L'olotipo di Utahraptor, l'esemplare CEU 184v.86, è costituito dall'ungueale (osso che sostiene l'artiglio) del secondo dito del piede, insieme ad altri elementi ossei potenzialmente assegnabili ad altri individui: un altro ungueale del piede (CEU 184v.294), una tibia (CEU 184v.260) e una premascella (CEU 184v.400). Questi elementi presentano proporzioni enormi rispetto a quelle di altri dromaeosauridi, suggerendo un animale che avrebbe raggiunto circa il doppio della lunghezza di Deinonychus, o persino di più. Come altri dromaeosauridi, Utahraptor possedeva grandi artigli a falce sul secondo dito del piede. L'ungueale del secondo dito conservato nell'olotipo, sebbene frammentario, è lungo 22 centimetri, e si stima che, se completo, avrebbe raggiunto i 24 centimetri. In vita, l'artiglio, ricoperto di cheratina, doveva essere ancora più lungo.
Si stima che il più grande esemplare descritto di U. ostrommaysi (l'esemplare BYUVP 15465, assegnato da Erickson et al., 2009) abbia raggiunto una lunghezza di 6,5-7 metri, per un peso di circa 500 kg, paragonabile a quello di un orso polare. Nel 2012, il paleontologo Thomas R. Holtz Jr. ha stimato il peso dell'esemplare tra i 250 e i 454 kg, simile a quello di un orso grizzly. Tuttavia, la scoperta di Kirkland del 2001 indica che questo animale potesse raggiungere un peso superiore rispetto alle stime precedenti. Nel 2016, Rubén Molina-Pérez e Asier Larramendi stimarono l'esemplare più grande (BYU 15465) con 5,5 metri di lunghezza, 1,8 metri di altezza ai fianchi e un peso di 280 kg.

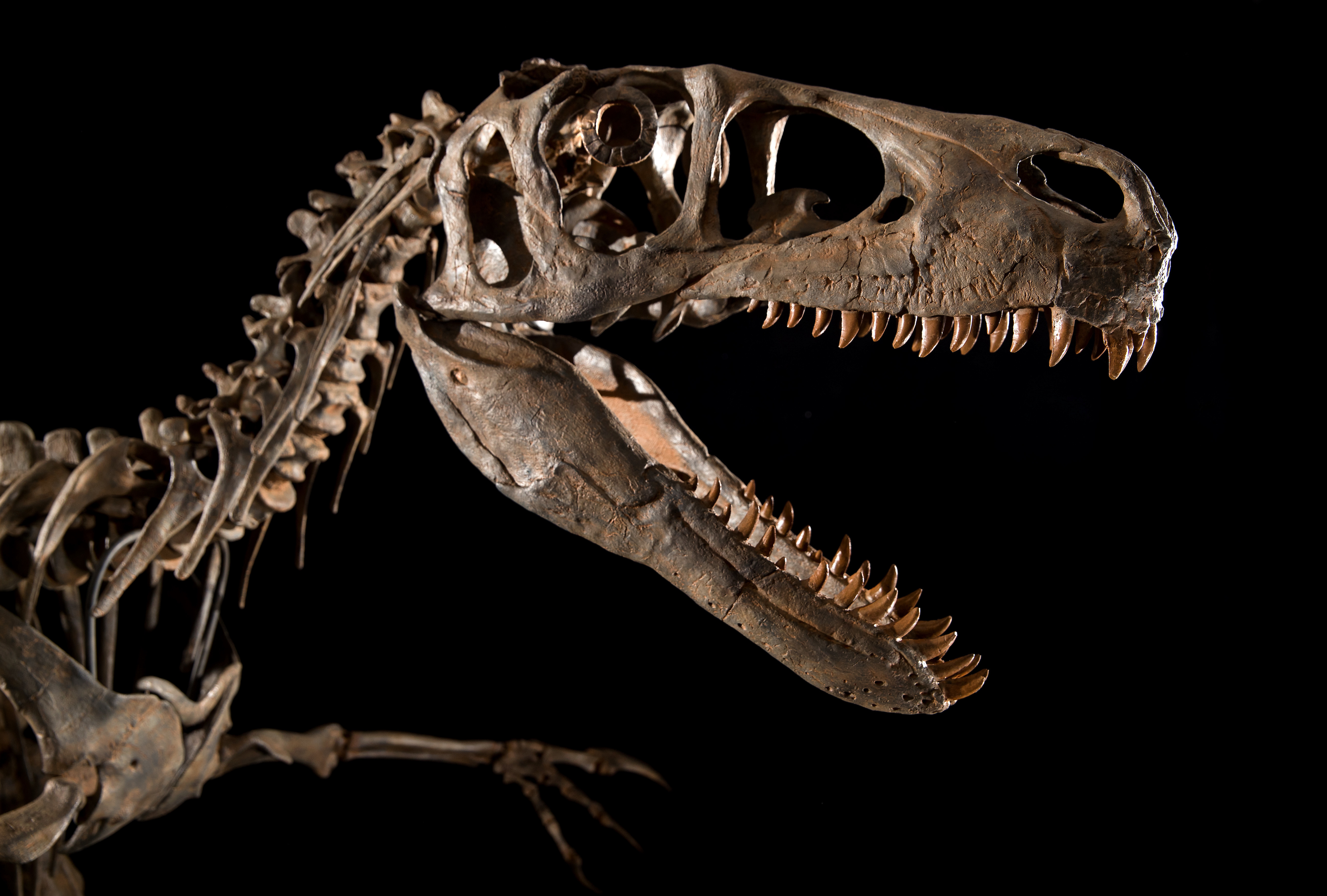
Ricostruzione del cranio, al BYU

Si ritiene che alcuni elementi fossili siano stati erroneamente attribuiti al genere; l'osso lacrimale dell'esemplare CEU 184v.83 si è rivelato essere invece un postorbitale dell'ankylosauro Gastonia. Britt et al. hanno anche suggerito che gli ungueali delle mani precedentemente identificati negli esemplari CEU 184v.294, BYU 9438 e BYU 13068 siano in realtà ungueali dei piedi. Questa ipotesi è stata confermata da Senter nel 2007.
Secondo Kirkland et al., Utahraptor può essere distinto dalle seguenti autapomorfie: gli artigli delle mani sono più specializzati nel taglio rispetto a quelli degli altri dromaeosauridi; l'osso lacrimale presenta lati mesiale ed esterno distintamente paralleli, che gli conferiscono un aspetto subrettangolare allungato in vista dorsale; la premascella mostra la base dell'apertura nasale parallela alla fila dei denti premascellari. Nella diagnosi rivista di Turner et al. (2012), Utahraptor differisce dagli altri dromaeosauridi per: un processo nasale allungato della premascella; l'estremità distale del metatarso III liscia; il processo posteriore dell'osso quadratojugale a forma di L; una tacca ben sviluppata tra il trocantere minore e il trocantere maggiore; e vertebre dorsali prive di pleurocele.

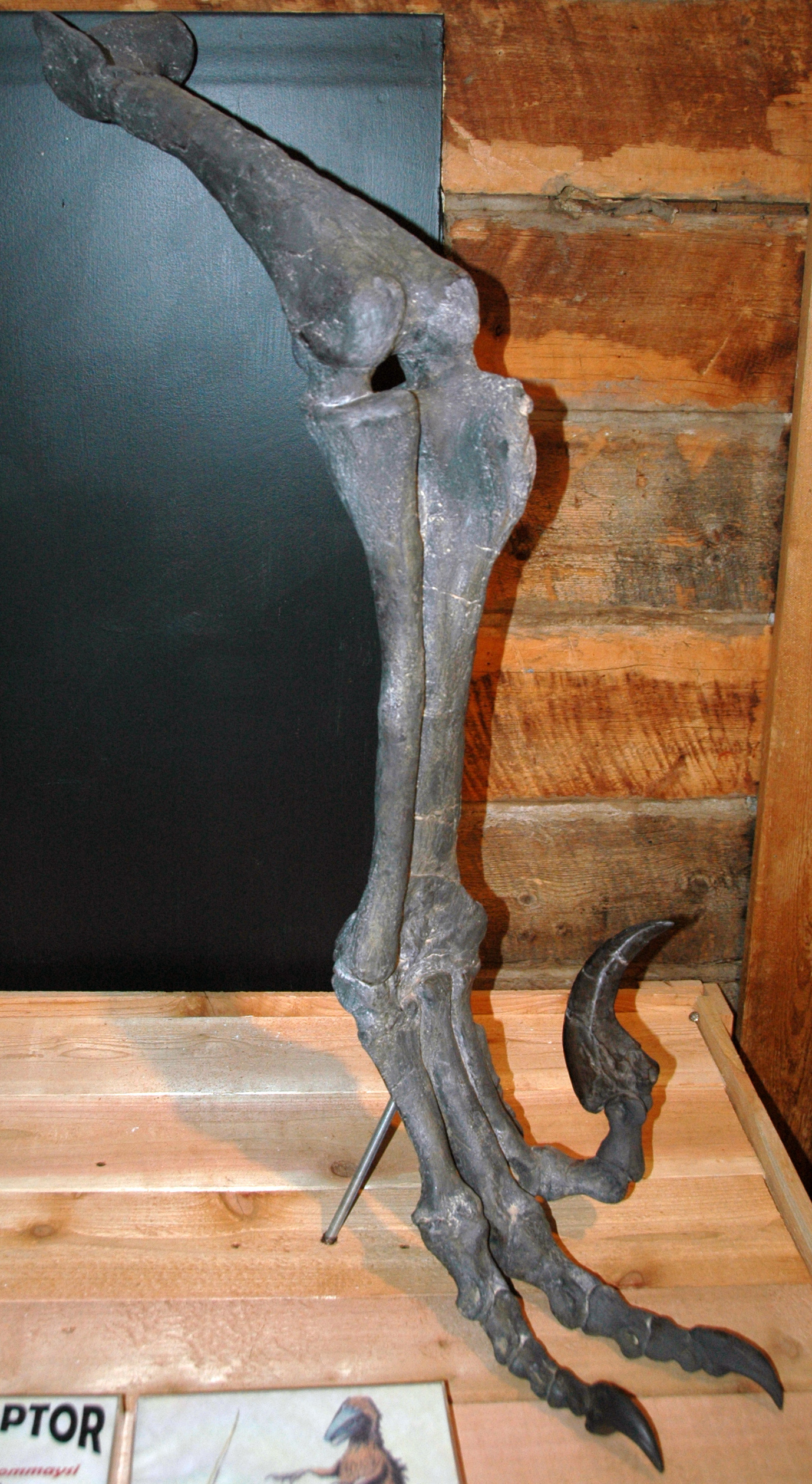
Arto posteriore di U. ostrommaysorum del 2017

Sebbene non siano mai state rinvenute impronte di piume in associazione agli esemplari di Utahraptor, vi sono forti prove filogenetiche che suggeriscono che tutti i dromaeosauridi possedessero un piumaggio evoluto, molto simile a quello degli uccelli. Il genere Microraptor è uno dei più antichi dromaeosauridi noti ed è filogeneticamente più primitivo di Utahraptor. Poiché Microraptor e altri dromaeosauridi possedevano piume, è ragionevole supporre che questo tratto fosse presente in tutti i Dromaeosauridae. È molto improbabile che le piume si siano evolute più volte nella stessa famiglia; dunque, supporre che qualsiasi dromaeosauride, come Utahraptor, fosse privo di piumaggio richiederebbe prove dirette della loro assenza. Finora non esiste alcuna evidenza che suggerisca la perdita del piumaggio in specie di dromaeosauri di grandi dimensioni o più derivate. La presenza di papille ulnari in generi sia di piccole dimensioni, come Velociraptor o Dineobellator, sia di grandi dimensioni, come Dakotaraptor, indica che tutti i dromaeosauridi, anche quelli più grandi, possedevano penne complesse sulle braccia e piumaggio distribuito su tutto il corpo.

## Classificazione
Utahraptor appartiene alla famiglia Dromaeosauridae, un clade di dinosauri teropodi comunemente noti come «raptor». Utahraptor rappresenta il genere più grande della famiglia e appartiene allo stesso gruppo di celebri dinosauri come Velociraptor, Deinonychus e Dromaeosaurus. È classificato nella sottofamiglia Dromaeosaurinae, all'interno de clado Eudromaeosauria.
Nel 2015, Utahraptor è risultato essere strettamente imparentato sia con il più piccolo Dromaeosaurus sia con i generi giganti mongoli e nordamericani Achillobator e Dakotaraptor. Di seguito è riportato un esempio semplificato di relazione filogenetica secondo le analisi condotte in quegli anni:
|  | Utahraptor                                                     |
|  |                                                                |
|  | \| \| Dakotaraptor \| \| \| \| \| \| Dromaeosaurus \| \| \| \| |
|  |                                                                |
|  | Dakotaraptor                                                   |
|  |                                                                |
|  | Dromaeosaurus                                                  |
|  |                                                                |

|  | Dakotaraptor  |
|  |               |
|  | Dromaeosaurus |
|  |               |

|  | Utahraptor                                                     |
|  |                                                                |
|  | \| \| Dakotaraptor \| \| \| \| \| \| Dromaeosaurus \| \| \| \| |
|  |                                                                |
|  | Dakotaraptor                                                   |
|  |                                                                |
|  | Dromaeosaurus                                                  |
|  |                                                                |

|  | Dakotaraptor  |
|  |               |
|  | Dromaeosaurus |
|  |               |

|  | Utahraptor                                                     |
|  |                                                                |
|  | \| \| Dakotaraptor \| \| \| \| \| \| Dromaeosaurus \| \| \| \| |
|  |                                                                |
|  | Dakotaraptor                                                   |
|  |                                                                |
|  | Dromaeosaurus                                                  |
|  |                                                                |

|  | Dakotaraptor  |
|  |               |
|  | Dromaeosaurus |
|  |               |

|  | Utahraptor                                                     |
|  |                                                                |
|  | \| \| Dakotaraptor \| \| \| \| \| \| Dromaeosaurus \| \| \| \| |
|  |                                                                |
|  | Dakotaraptor                                                   |
|  |                                                                |
|  | Dromaeosaurus                                                  |
|  |                                                                |

|  | Dakotaraptor  |
|  |               |
|  | Dromaeosaurus |
|  |               |

|  | Utahraptor                                                     |
|  |                                                                |
|  | \| \| Dakotaraptor \| \| \| \| \| \| Dromaeosaurus \| \| \| \| |
|  |                                                                |
|  | Dakotaraptor                                                   |
|  |                                                                |
|  | Dromaeosaurus                                                  |
|  |                                                                |

|  | Dakotaraptor  |
|  |               |
|  | Dromaeosaurus |
|  |               |

|  | Utahraptor                                                     |
|  |                                                                |
|  | \| \| Dakotaraptor \| \| \| \| \| \| Dromaeosaurus \| \| \| \| |
|  |                                                                |
|  | Dakotaraptor                                                   |
|  |                                                                |
|  | Dromaeosaurus                                                  |
|  |                                                                |

|  | Dakotaraptor  |
|  |               |
|  | Dromaeosaurus |
|  |               |

|  | Utahraptor                                                     |
|  |                                                                |
|  | \| \| Dakotaraptor \| \| \| \| \| \| Dromaeosaurus \| \| \| \| |
|  |                                                                |
|  | Dakotaraptor                                                   |
|  |                                                                |
|  | Dromaeosaurus                                                  |
|  |                                                                |

|  | Dakotaraptor  |
|  |               |
|  | Dromaeosaurus |
|  |               |

|  | Utahraptor                                                     |
|  |                                                                |
|  | \| \| Dakotaraptor \| \| \| \| \| \| Dromaeosaurus \| \| \| \| |
|  |                                                                |
|  | Dakotaraptor                                                   |
|  |                                                                |
|  | Dromaeosaurus                                                  |
|  |                                                                |

|  | Dakotaraptor  |
|  |               |
|  | Dromaeosaurus |
|  |               |

|  | Utahraptor                                                     |
|  |                                                                |
|  | \| \| Dakotaraptor \| \| \| \| \| \| Dromaeosaurus \| \| \| \| |
|  |                                                                |
|  | Dakotaraptor                                                   |
|  |                                                                |
|  | Dromaeosaurus                                                  |
|  |                                                                |

|  | Dakotaraptor  |
|  |               |
|  | Dromaeosaurus |
|  |               |

|  | Utahraptor                                                     |
|  |                                                                |
|  | \| \| Dakotaraptor \| \| \| \| \| \| Dromaeosaurus \| \| \| \| |
|  |                                                                |
|  | Dakotaraptor                                                   |
|  |                                                                |
|  | Dromaeosaurus                                                  |
|  |                                                                |

|  | Dakotaraptor  |
|  |               |
|  | Dromaeosaurus |
|  |               |

|  | Utahraptor                                                     |
|  |                                                                |
|  | \| \| Dakotaraptor \| \| \| \| \| \| Dromaeosaurus \| \| \| \| |
|  |                                                                |
|  | Dakotaraptor                                                   |
|  |                                                                |
|  | Dromaeosaurus                                                  |
|  |                                                                |

|  | Dakotaraptor  |
|  |               |
|  | Dromaeosaurus |
|  |               |

|  | Utahraptor                                                     |
|  |                                                                |
|  | \| \| Dakotaraptor \| \| \| \| \| \| Dromaeosaurus \| \| \| \| |
|  |                                                                |
|  | Dakotaraptor                                                   |
|  |                                                                |
|  | Dromaeosaurus                                                  |
|  |                                                                |

|  | Dakotaraptor  |
|  |               |
|  | Dromaeosaurus |
|  |               |

|  | Utahraptor                                                     |
|  |                                                                |
|  | \| \| Dakotaraptor \| \| \| \| \| \| Dromaeosaurus \| \| \| \| |
|  |                                                                |
|  | Dakotaraptor                                                   |
|  |                                                                |
|  | Dromaeosaurus                                                  |
|  |                                                                |

|  | Dakotaraptor  |
|  |               |
|  | Dromaeosaurus |
|  |               |

|  | Utahraptor                                                     |
|  |                                                                |
|  | \| \| Dakotaraptor \| \| \| \| \| \| Dromaeosaurus \| \| \| \| |
|  |                                                                |
|  | Dakotaraptor                                                   |
|  |                                                                |
|  | Dromaeosaurus                                                  |
|  |                                                                |

|  | Dakotaraptor  |
|  |               |
|  | Dromaeosaurus |
|  |               |

|  | Utahraptor                                                     |
|  |                                                                |
|  | \| \| Dakotaraptor \| \| \| \| \| \| Dromaeosaurus \| \| \| \| |
|  |                                                                |
|  | Dakotaraptor                                                   |
|  |                                                                |
|  | Dromaeosaurus                                                  |
|  |                                                                |

|  | Dakotaraptor  |
|  |               |
|  | Dromaeosaurus |
|  |               |

|  | Utahraptor                                                     |
|  |                                                                |
|  | \| \| Dakotaraptor \| \| \| \| \| \| Dromaeosaurus \| \| \| \| |
|  |                                                                |
|  | Dakotaraptor                                                   |
|  |                                                                |
|  | Dromaeosaurus                                                  |
|  |                                                                |

|  | Dakotaraptor  |
|  |               |
|  | Dromaeosaurus |
|  |               |

|  | Utahraptor                                                     |
|  |                                                                |
|  | \| \| Dakotaraptor \| \| \| \| \| \| Dromaeosaurus \| \| \| \| |
|  |                                                                |
|  | Dakotaraptor                                                   |
|  |                                                                |
|  | Dromaeosaurus                                                  |
|  |                                                                |

|  | Dakotaraptor  |
|  |               |
|  | Dromaeosaurus |
|  |               |

|  | Utahraptor                                                     |
|  |                                                                |
|  | \| \| Dakotaraptor \| \| \| \| \| \| Dromaeosaurus \| \| \| \| |
|  |                                                                |
|  | Dakotaraptor                                                   |
|  |                                                                |
|  | Dromaeosaurus                                                  |
|  |                                                                |

|  | Dakotaraptor  |
|  |               |
|  | Dromaeosaurus |
|  |               |

|  | Utahraptor                                                     |
|  |                                                                |
|  | \| \| Dakotaraptor \| \| \| \| \| \| Dromaeosaurus \| \| \| \| |
|  |                                                                |
|  | Dakotaraptor                                                   |
|  |                                                                |
|  | Dromaeosaurus                                                  |
|  |                                                                |

|  | Dakotaraptor  |
|  |               |
|  | Dromaeosaurus |
|  |               |

|  | Utahraptor                                                     |
|  |                                                                |
|  | \| \| Dakotaraptor \| \| \| \| \| \| Dromaeosaurus \| \| \| \| |
|  |                                                                |
|  | Dakotaraptor                                                   |
|  |                                                                |
|  | Dromaeosaurus                                                  |
|  |                                                                |

|  | Dakotaraptor  |
|  |               |
|  | Dromaeosaurus |
|  |               |

|  | Utahraptor                                                     |
|  |                                                                |
|  | \| \| Dakotaraptor \| \| \| \| \| \| Dromaeosaurus \| \| \| \| |
|  |                                                                |
|  | Dakotaraptor                                                   |
|  |                                                                |
|  | Dromaeosaurus                                                  |
|  |                                                                |

|  | Dakotaraptor  |
|  |               |
|  | Dromaeosaurus |
|  |               |

|  | Utahraptor                                                     |
|  |                                                                |
|  | \| \| Dakotaraptor \| \| \| \| \| \| Dromaeosaurus \| \| \| \| |
|  |                                                                |
|  | Dakotaraptor                                                   |
|  |                                                                |
|  | Dromaeosaurus                                                  |
|  |                                                                |

|  | Dakotaraptor  |
|  |               |
|  | Dromaeosaurus |
|  |               |

|  | Utahraptor                                                     |
|  |                                                                |
|  | \| \| Dakotaraptor \| \| \| \| \| \| Dromaeosaurus \| \| \| \| |
|  |                                                                |
|  | Dakotaraptor                                                   |
|  |                                                                |
|  | Dromaeosaurus                                                  |
|  |                                                                |

|  | Dakotaraptor  |
|  |               |
|  | Dromaeosaurus |
|  |               |

|  | Utahraptor                                                     |
|  |                                                                |
|  | \| \| Dakotaraptor \| \| \| \| \| \| Dromaeosaurus \| \| \| \| |
|  |                                                                |
|  | Dakotaraptor                                                   |
|  |                                                                |
|  | Dromaeosaurus                                                  |
|  |                                                                |

|  | Dakotaraptor  |
|  |               |
|  | Dromaeosaurus |
|  |               |

|  | Utahraptor                                                     |
|  |                                                                |
|  | \| \| Dakotaraptor \| \| \| \| \| \| Dromaeosaurus \| \| \| \| |
|  |                                                                |
|  | Dakotaraptor                                                   |
|  |                                                                |
|  | Dromaeosaurus                                                  |
|  |                                                                |

|  | Dakotaraptor  |
|  |               |
|  | Dromaeosaurus |
|  |               |

|  | Utahraptor                                                     |
|  |                                                                |
|  | \| \| Dakotaraptor \| \| \| \| \| \| Dromaeosaurus \| \| \| \| |
|  |                                                                |
|  | Dakotaraptor                                                   |
|  |                                                                |
|  | Dromaeosaurus                                                  |
|  |                                                                |

|  | Dakotaraptor  |
|  |               |
|  | Dromaeosaurus |
|  |               |

|  | Utahraptor                                                     |
|  |                                                                |
|  | \| \| Dakotaraptor \| \| \| \| \| \| Dromaeosaurus \| \| \| \| |
|  |                                                                |
|  | Dakotaraptor                                                   |
|  |                                                                |
|  | Dromaeosaurus                                                  |
|  |                                                                |

|  | Dakotaraptor  |
|  |               |
|  | Dromaeosaurus |
|  |               |

|  | Utahraptor                                                     |
|  |                                                                |
|  | \| \| Dakotaraptor \| \| \| \| \| \| Dromaeosaurus \| \| \| \| |
|  |                                                                |
|  | Dakotaraptor                                                   |
|  |                                                                |
|  | Dromaeosaurus                                                  |
|  |                                                                |

|  | Dakotaraptor  |
|  |               |
|  | Dromaeosaurus |
|  |               |

|  | Utahraptor                                                     |
|  |                                                                |
|  | \| \| Dakotaraptor \| \| \| \| \| \| Dromaeosaurus \| \| \| \| |
|  |                                                                |
|  | Dakotaraptor                                                   |
|  |                                                                |
|  | Dromaeosaurus                                                  |
|  |                                                                |

|  | Dakotaraptor  |
|  |               |
|  | Dromaeosaurus |
|  |               |

|  | Utahraptor                                                     |
|  |                                                                |
|  | \| \| Dakotaraptor \| \| \| \| \| \| Dromaeosaurus \| \| \| \| |
|  |                                                                |
|  | Dakotaraptor                                                   |
|  |                                                                |
|  | Dromaeosaurus                                                  |
|  |                                                                |

|  | Dakotaraptor  |
|  |               |
|  | Dromaeosaurus |
|  |               |

|  | Utahraptor                                                     |
|  |                                                                |
|  | \| \| Dakotaraptor \| \| \| \| \| \| Dromaeosaurus \| \| \| \| |
|  |                                                                |
|  | Dakotaraptor                                                   |
|  |                                                                |
|  | Dromaeosaurus                                                  |
|  |                                                                |

|  | Dakotaraptor  |
|  |               |
|  | Dromaeosaurus |
|  |               |

|  | Utahraptor                                                     |
|  |                                                                |
|  | \| \| Dakotaraptor \| \| \| \| \| \| Dromaeosaurus \| \| \| \| |
|  |                                                                |
|  | Dakotaraptor                                                   |
|  |                                                                |
|  | Dromaeosaurus                                                  |
|  |                                                                |

|  | Dakotaraptor  |
|  |               |
|  | Dromaeosaurus |
|  |               |

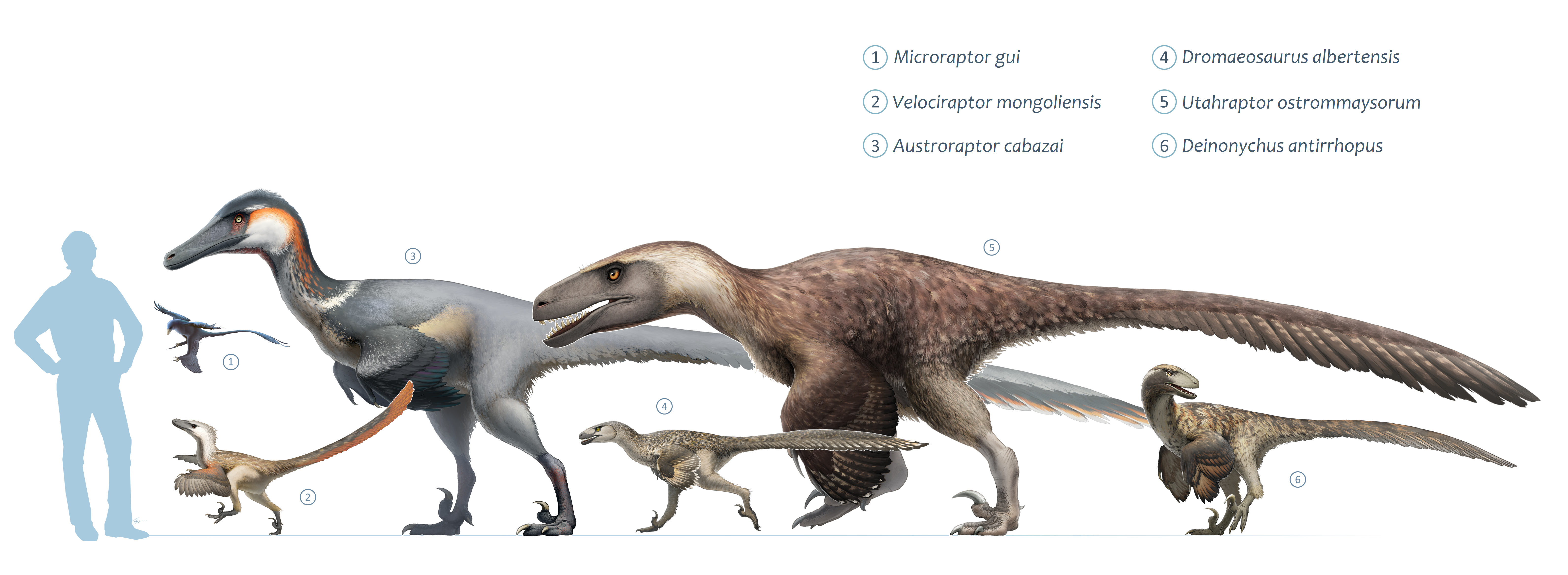
Dimensioni di Utahraptor (5) a confronto con altri dromaeosauri

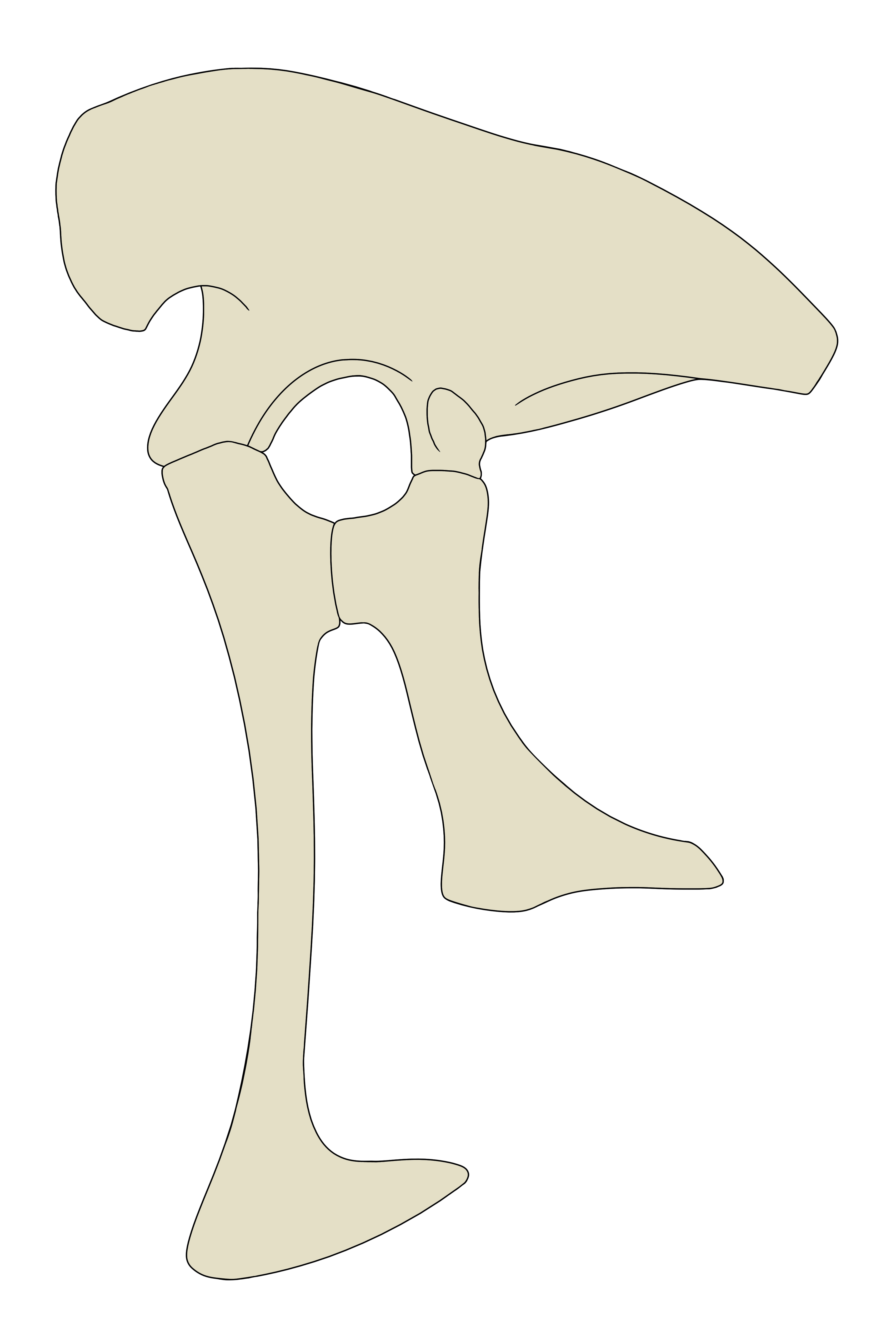
Ricostruzione del bacino

Un'ulteriore analisi cladistica, pubblicata da Cau et al. (2017), ha confermato queste relazioni e aggiunto altri membri al clado. Secondo questa ipotesi filogenetica:
|  | Achillobator                                                 |
|  |                                                              |
|  | \| \| Utahraptor \| \| \| \| \| \| Dromaeosaurus \| \| \| \| |
|  |                                                              |
|  | Utahraptor                                                   |
|  |                                                              |
|  | Dromaeosaurus                                                |
|  |                                                              |

|  | Utahraptor    |
|  |               |
|  | Dromaeosaurus |
|  |               |

|  | Achillobator                                                 |
|  |                                                              |
|  | \| \| Utahraptor \| \| \| \| \| \| Dromaeosaurus \| \| \| \| |
|  |                                                              |
|  | Utahraptor                                                   |
|  |                                                              |
|  | Dromaeosaurus                                                |
|  |                                                              |

|  | Utahraptor    |
|  |               |
|  | Dromaeosaurus |
|  |               |

|  | Deinonychus       |
|  |                   |
|  | Saurornitholestes |
|  |                   |

|  | Velociraptor                                            |
|  |                                                         |
|  | \| \| Tsaagan \| \| \| \| \| \| Linheraptor \| \| \| \| |
|  |                                                         |
|  | Tsaagan                                                 |
|  |                                                         |
|  | Linheraptor                                             |
|  |                                                         |

|  | Tsaagan     |
|  |             |
|  | Linheraptor |
|  |             |

|  | Deinonychus       |
|  |                   |
|  | Saurornitholestes |
|  |                   |

|  | Velociraptor                                            |
|  |                                                         |
|  | \| \| Tsaagan \| \| \| \| \| \| Linheraptor \| \| \| \| |
|  |                                                         |
|  | Tsaagan                                                 |
|  |                                                         |
|  | Linheraptor                                             |
|  |                                                         |

|  | Tsaagan     |
|  |             |
|  | Linheraptor |
|  |             |

|  | Deinonychus       |
|  |                   |
|  | Saurornitholestes |
|  |                   |

|  | Velociraptor                                            |
|  |                                                         |
|  | \| \| Tsaagan \| \| \| \| \| \| Linheraptor \| \| \| \| |
|  |                                                         |
|  | Tsaagan                                                 |
|  |                                                         |
|  | Linheraptor                                             |
|  |                                                         |

|  | Tsaagan     |
|  |             |
|  | Linheraptor |
|  |             |

|  | Deinonychus       |
|  |                   |
|  | Saurornitholestes |
|  |                   |

|  | Velociraptor                                            |
|  |                                                         |
|  | \| \| Tsaagan \| \| \| \| \| \| Linheraptor \| \| \| \| |
|  |                                                         |
|  | Tsaagan                                                 |
|  |                                                         |
|  | Linheraptor                                             |
|  |                                                         |

|  | Tsaagan     |
|  |             |
|  | Linheraptor |
|  |             |

|  | Achillobator                                                 |
|  |                                                              |
|  | \| \| Utahraptor \| \| \| \| \| \| Dromaeosaurus \| \| \| \| |
|  |                                                              |
|  | Utahraptor                                                   |
|  |                                                              |
|  | Dromaeosaurus                                                |
|  |                                                              |

|  | Utahraptor    |
|  |               |
|  | Dromaeosaurus |
|  |               |

|  | Achillobator                                                 |
|  |                                                              |
|  | \| \| Utahraptor \| \| \| \| \| \| Dromaeosaurus \| \| \| \| |
|  |                                                              |
|  | Utahraptor                                                   |
|  |                                                              |
|  | Dromaeosaurus                                                |
|  |                                                              |

|  | Utahraptor    |
|  |               |
|  | Dromaeosaurus |
|  |               |

|  | Deinonychus       |
|  |                   |
|  | Saurornitholestes |
|  |                   |

|  | Velociraptor                                            |
|  |                                                         |
|  | \| \| Tsaagan \| \| \| \| \| \| Linheraptor \| \| \| \| |
|  |                                                         |
|  | Tsaagan                                                 |
|  |                                                         |
|  | Linheraptor                                             |
|  |                                                         |

|  | Tsaagan     |
|  |             |
|  | Linheraptor |
|  |             |

|  | Deinonychus       |
|  |                   |
|  | Saurornitholestes |
|  |                   |

|  | Velociraptor                                            |
|  |                                                         |
|  | \| \| Tsaagan \| \| \| \| \| \| Linheraptor \| \| \| \| |
|  |                                                         |
|  | Tsaagan                                                 |
|  |                                                         |
|  | Linheraptor                                             |
|  |                                                         |

|  | Tsaagan     |
|  |             |
|  | Linheraptor |
|  |             |

|  | Deinonychus       |
|  |                   |
|  | Saurornitholestes |
|  |                   |

|  | Velociraptor                                            |
|  |                                                         |
|  | \| \| Tsaagan \| \| \| \| \| \| Linheraptor \| \| \| \| |
|  |                                                         |
|  | Tsaagan                                                 |
|  |                                                         |
|  | Linheraptor                                             |
|  |                                                         |

|  | Tsaagan     |
|  |             |
|  | Linheraptor |
|  |             |

|  | Deinonychus       |
|  |                   |
|  | Saurornitholestes |
|  |                   |

|  | Velociraptor                                            |
|  |                                                         |
|  | \| \| Tsaagan \| \| \| \| \| \| Linheraptor \| \| \| \| |
|  |                                                         |
|  | Tsaagan                                                 |
|  |                                                         |
|  | Linheraptor                                             |
|  |                                                         |

|  | Tsaagan     |
|  |             |
|  | Linheraptor |
|  |             |

|  | Achillobator                                                 |
|  |                                                              |
|  | \| \| Utahraptor \| \| \| \| \| \| Dromaeosaurus \| \| \| \| |
|  |                                                              |
|  | Utahraptor                                                   |
|  |                                                              |
|  | Dromaeosaurus                                                |
|  |                                                              |

|  | Utahraptor    |
|  |               |
|  | Dromaeosaurus |
|  |               |

|  | Achillobator                                                 |
|  |                                                              |
|  | \| \| Utahraptor \| \| \| \| \| \| Dromaeosaurus \| \| \| \| |
|  |                                                              |
|  | Utahraptor                                                   |
|  |                                                              |
|  | Dromaeosaurus                                                |
|  |                                                              |

|  | Utahraptor    |
|  |               |
|  | Dromaeosaurus |
|  |               |

|  | Deinonychus       |
|  |                   |
|  | Saurornitholestes |
|  |                   |

|  | Velociraptor                                            |
|  |                                                         |
|  | \| \| Tsaagan \| \| \| \| \| \| Linheraptor \| \| \| \| |
|  |                                                         |
|  | Tsaagan                                                 |
|  |                                                         |
|  | Linheraptor                                             |
|  |                                                         |

|  | Tsaagan     |
|  |             |
|  | Linheraptor |
|  |             |

|  | Deinonychus       |
|  |                   |
|  | Saurornitholestes |
|  |                   |

|  | Velociraptor                                            |
|  |                                                         |
|  | \| \| Tsaagan \| \| \| \| \| \| Linheraptor \| \| \| \| |
|  |                                                         |
|  | Tsaagan                                                 |
|  |                                                         |
|  | Linheraptor                                             |
|  |                                                         |

|  | Tsaagan     |
|  |             |
|  | Linheraptor |
|  |             |

|  | Deinonychus       |
|  |                   |
|  | Saurornitholestes |
|  |                   |

|  | Velociraptor                                            |
|  |                                                         |
|  | \| \| Tsaagan \| \| \| \| \| \| Linheraptor \| \| \| \| |
|  |                                                         |
|  | Tsaagan                                                 |
|  |                                                         |
|  | Linheraptor                                             |
|  |                                                         |

|  | Tsaagan     |
|  |             |
|  | Linheraptor |
|  |             |

|  | Deinonychus       |
|  |                   |
|  | Saurornitholestes |
|  |                   |

|  | Velociraptor                                            |
|  |                                                         |
|  | \| \| Tsaagan \| \| \| \| \| \| Linheraptor \| \| \| \| |
|  |                                                         |
|  | Tsaagan                                                 |
|  |                                                         |
|  | Linheraptor                                             |
|  |                                                         |

|  | Tsaagan     |
|  |             |
|  | Linheraptor |
|  |             |

|  | Achillobator                                                 |
|  |                                                              |
|  | \| \| Utahraptor \| \| \| \| \| \| Dromaeosaurus \| \| \| \| |
|  |                                                              |
|  | Utahraptor                                                   |
|  |                                                              |
|  | Dromaeosaurus                                                |
|  |                                                              |

|  | Utahraptor    |
|  |               |
|  | Dromaeosaurus |
|  |               |

|  | Achillobator                                                 |
|  |                                                              |
|  | \| \| Utahraptor \| \| \| \| \| \| Dromaeosaurus \| \| \| \| |
|  |                                                              |
|  | Utahraptor                                                   |
|  |                                                              |
|  | Dromaeosaurus                                                |
|  |                                                              |

|  | Utahraptor    |
|  |               |
|  | Dromaeosaurus |
|  |               |

|  | Deinonychus       |
|  |                   |
|  | Saurornitholestes |
|  |                   |

|  | Velociraptor                                            |
|  |                                                         |
|  | \| \| Tsaagan \| \| \| \| \| \| Linheraptor \| \| \| \| |
|  |                                                         |
|  | Tsaagan                                                 |
|  |                                                         |
|  | Linheraptor                                             |
|  |                                                         |

|  | Tsaagan     |
|  |             |
|  | Linheraptor |
|  |             |

|  | Deinonychus       |
|  |                   |
|  | Saurornitholestes |
|  |                   |

|  | Velociraptor                                            |
|  |                                                         |
|  | \| \| Tsaagan \| \| \| \| \| \| Linheraptor \| \| \| \| |
|  |                                                         |
|  | Tsaagan                                                 |
|  |                                                         |
|  | Linheraptor                                             |
|  |                                                         |

|  | Tsaagan     |
|  |             |
|  | Linheraptor |
|  |             |

|  | Deinonychus       |
|  |                   |
|  | Saurornitholestes |
|  |                   |

|  | Velociraptor                                            |
|  |                                                         |
|  | \| \| Tsaagan \| \| \| \| \| \| Linheraptor \| \| \| \| |
|  |                                                         |
|  | Tsaagan                                                 |
|  |                                                         |
|  | Linheraptor                                             |
|  |                                                         |

|  | Tsaagan     |
|  |             |
|  | Linheraptor |
|  |             |

|  | Deinonychus       |
|  |                   |
|  | Saurornitholestes |
|  |                   |

|  | Velociraptor                                            |
|  |                                                         |
|  | \| \| Tsaagan \| \| \| \| \| \| Linheraptor \| \| \| \| |
|  |                                                         |
|  | Tsaagan                                                 |
|  |                                                         |
|  | Linheraptor                                             |
|  |                                                         |

|  | Tsaagan     |
|  |             |
|  | Linheraptor |
|  |             |

|  | Achillobator                                                 |
|  |                                                              |
|  | \| \| Utahraptor \| \| \| \| \| \| Dromaeosaurus \| \| \| \| |
|  |                                                              |
|  | Utahraptor                                                   |
|  |                                                              |
|  | Dromaeosaurus                                                |
|  |                                                              |

|  | Utahraptor    |
|  |               |
|  | Dromaeosaurus |
|  |               |

|  | Achillobator                                                 |
|  |                                                              |
|  | \| \| Utahraptor \| \| \| \| \| \| Dromaeosaurus \| \| \| \| |
|  |                                                              |
|  | Utahraptor                                                   |
|  |                                                              |
|  | Dromaeosaurus                                                |
|  |                                                              |

|  | Utahraptor    |
|  |               |
|  | Dromaeosaurus |
|  |               |

|  | Deinonychus       |
|  |                   |
|  | Saurornitholestes |
|  |                   |

|  | Velociraptor                                            |
|  |                                                         |
|  | \| \| Tsaagan \| \| \| \| \| \| Linheraptor \| \| \| \| |
|  |                                                         |
|  | Tsaagan                                                 |
|  |                                                         |
|  | Linheraptor                                             |
|  |                                                         |

|  | Tsaagan     |
|  |             |
|  | Linheraptor |
|  |             |

|  | Deinonychus       |
|  |                   |
|  | Saurornitholestes |
|  |                   |

|  | Velociraptor                                            |
|  |                                                         |
|  | \| \| Tsaagan \| \| \| \| \| \| Linheraptor \| \| \| \| |
|  |                                                         |
|  | Tsaagan                                                 |
|  |                                                         |
|  | Linheraptor                                             |
|  |                                                         |

|  | Tsaagan     |
|  |             |
|  | Linheraptor |
|  |             |

|  | Deinonychus       |
|  |                   |
|  | Saurornitholestes |
|  |                   |

|  | Velociraptor                                            |
|  |                                                         |
|  | \| \| Tsaagan \| \| \| \| \| \| Linheraptor \| \| \| \| |
|  |                                                         |
|  | Tsaagan                                                 |
|  |                                                         |
|  | Linheraptor                                             |
|  |                                                         |

|  | Tsaagan     |
|  |             |
|  | Linheraptor |
|  |             |

|  | Deinonychus       |
|  |                   |
|  | Saurornitholestes |
|  |                   |

|  | Velociraptor                                            |
|  |                                                         |
|  | \| \| Tsaagan \| \| \| \| \| \| Linheraptor \| \| \| \| |
|  |                                                         |
|  | Tsaagan                                                 |
|  |                                                         |
|  | Linheraptor                                             |
|  |                                                         |

|  | Tsaagan     |
|  |             |
|  | Linheraptor |
|  |             |

|  | Achillobator                                                 |
|  |                                                              |
|  | \| \| Utahraptor \| \| \| \| \| \| Dromaeosaurus \| \| \| \| |
|  |                                                              |
|  | Utahraptor                                                   |
|  |                                                              |
|  | Dromaeosaurus                                                |
|  |                                                              |

|  | Utahraptor    |
|  |               |
|  | Dromaeosaurus |
|  |               |

|  | Achillobator                                                 |
|  |                                                              |
|  | \| \| Utahraptor \| \| \| \| \| \| Dromaeosaurus \| \| \| \| |
|  |                                                              |
|  | Utahraptor                                                   |
|  |                                                              |
|  | Dromaeosaurus                                                |
|  |                                                              |

|  | Utahraptor    |
|  |               |
|  | Dromaeosaurus |
|  |               |

|  | Deinonychus       |
|  |                   |
|  | Saurornitholestes |
|  |                   |

|  | Velociraptor                                            |
|  |                                                         |
|  | \| \| Tsaagan \| \| \| \| \| \| Linheraptor \| \| \| \| |
|  |                                                         |
|  | Tsaagan                                                 |
|  |                                                         |
|  | Linheraptor                                             |
|  |                                                         |

|  | Tsaagan     |
|  |             |
|  | Linheraptor |
|  |             |

|  | Deinonychus       |
|  |                   |
|  | Saurornitholestes |
|  |                   |

|  | Velociraptor                                            |
|  |                                                         |
|  | \| \| Tsaagan \| \| \| \| \| \| Linheraptor \| \| \| \| |
|  |                                                         |
|  | Tsaagan                                                 |
|  |                                                         |
|  | Linheraptor                                             |
|  |                                                         |

|  | Tsaagan     |
|  |             |
|  | Linheraptor |
|  |             |

|  | Deinonychus       |
|  |                   |
|  | Saurornitholestes |
|  |                   |

|  | Velociraptor                                            |
|  |                                                         |
|  | \| \| Tsaagan \| \| \| \| \| \| Linheraptor \| \| \| \| |
|  |                                                         |
|  | Tsaagan                                                 |
|  |                                                         |
|  | Linheraptor                                             |
|  |                                                         |

|  | Tsaagan     |
|  |             |
|  | Linheraptor |
|  |             |

|  | Deinonychus       |
|  |                   |
|  | Saurornitholestes |
|  |                   |

|  | Velociraptor                                            |
|  |                                                         |
|  | \| \| Tsaagan \| \| \| \| \| \| Linheraptor \| \| \| \| |
|  |                                                         |
|  | Tsaagan                                                 |
|  |                                                         |
|  | Linheraptor                                             |
|  |                                                         |

|  | Tsaagan     |
|  |             |
|  | Linheraptor |
|  |             |

|  | Achillobator                                                 |
|  |                                                              |
|  | \| \| Utahraptor \| \| \| \| \| \| Dromaeosaurus \| \| \| \| |
|  |                                                              |
|  | Utahraptor                                                   |
|  |                                                              |
|  | Dromaeosaurus                                                |
|  |                                                              |

|  | Utahraptor    |
|  |               |
|  | Dromaeosaurus |
|  |               |

|  | Achillobator                                                 |
|  |                                                              |
|  | \| \| Utahraptor \| \| \| \| \| \| Dromaeosaurus \| \| \| \| |
|  |                                                              |
|  | Utahraptor                                                   |
|  |                                                              |
|  | Dromaeosaurus                                                |
|  |                                                              |

|  | Utahraptor    |
|  |               |
|  | Dromaeosaurus |
|  |               |

|  | Deinonychus       |
|  |                   |
|  | Saurornitholestes |
|  |                   |

|  | Velociraptor                                            |
|  |                                                         |
|  | \| \| Tsaagan \| \| \| \| \| \| Linheraptor \| \| \| \| |
|  |                                                         |
|  | Tsaagan                                                 |
|  |                                                         |
|  | Linheraptor                                             |
|  |                                                         |

|  | Tsaagan     |
|  |             |
|  | Linheraptor |
|  |             |

|  | Deinonychus       |
|  |                   |
|  | Saurornitholestes |
|  |                   |

|  | Velociraptor                                            |
|  |                                                         |
|  | \| \| Tsaagan \| \| \| \| \| \| Linheraptor \| \| \| \| |
|  |                                                         |
|  | Tsaagan                                                 |
|  |                                                         |
|  | Linheraptor                                             |
|  |                                                         |

|  | Tsaagan     |
|  |             |
|  | Linheraptor |
|  |             |

|  | Deinonychus       |
|  |                   |
|  | Saurornitholestes |
|  |                   |

|  | Velociraptor                                            |
|  |                                                         |
|  | \| \| Tsaagan \| \| \| \| \| \| Linheraptor \| \| \| \| |
|  |                                                         |
|  | Tsaagan                                                 |
|  |                                                         |
|  | Linheraptor                                             |
|  |                                                         |

|  | Tsaagan     |
|  |             |
|  | Linheraptor |
|  |             |

|  | Deinonychus       |
|  |                   |
|  | Saurornitholestes |
|  |                   |

|  | Velociraptor                                            |
|  |                                                         |
|  | \| \| Tsaagan \| \| \| \| \| \| Linheraptor \| \| \| \| |
|  |                                                         |
|  | Tsaagan                                                 |
|  |                                                         |
|  | Linheraptor                                             |
|  |                                                         |

|  | Tsaagan     |
|  |             |
|  | Linheraptor |
|  |             |

|  | Achillobator                                                 |
|  |                                                              |
|  | \| \| Utahraptor \| \| \| \| \| \| Dromaeosaurus \| \| \| \| |
|  |                                                              |
|  | Utahraptor                                                   |
|  |                                                              |
|  | Dromaeosaurus                                                |
|  |                                                              |

|  | Utahraptor    |
|  |               |
|  | Dromaeosaurus |
|  |               |

|  | Achillobator                                                 |
|  |                                                              |
|  | \| \| Utahraptor \| \| \| \| \| \| Dromaeosaurus \| \| \| \| |
|  |                                                              |
|  | Utahraptor                                                   |
|  |                                                              |
|  | Dromaeosaurus                                                |
|  |                                                              |

|  | Utahraptor    |
|  |               |
|  | Dromaeosaurus |
|  |               |

|  | Deinonychus       |
|  |                   |
|  | Saurornitholestes |
|  |                   |

|  | Velociraptor                                            |
|  |                                                         |
|  | \| \| Tsaagan \| \| \| \| \| \| Linheraptor \| \| \| \| |
|  |                                                         |
|  | Tsaagan                                                 |
|  |                                                         |
|  | Linheraptor                                             |
|  |                                                         |

|  | Tsaagan     |
|  |             |
|  | Linheraptor |
|  |             |

|  | Deinonychus       |
|  |                   |
|  | Saurornitholestes |
|  |                   |

|  | Velociraptor                                            |
|  |                                                         |
|  | \| \| Tsaagan \| \| \| \| \| \| Linheraptor \| \| \| \| |
|  |                                                         |
|  | Tsaagan                                                 |
|  |                                                         |
|  | Linheraptor                                             |
|  |                                                         |

|  | Tsaagan     |
|  |             |
|  | Linheraptor |
|  |             |

|  | Deinonychus       |
|  |                   |
|  | Saurornitholestes |
|  |                   |

|  | Velociraptor                                            |
|  |                                                         |
|  | \| \| Tsaagan \| \| \| \| \| \| Linheraptor \| \| \| \| |
|  |                                                         |
|  | Tsaagan                                                 |
|  |                                                         |
|  | Linheraptor                                             |
|  |                                                         |

|  | Tsaagan     |
|  |             |
|  | Linheraptor |
|  |             |

|  | Deinonychus       |
|  |                   |
|  | Saurornitholestes |
|  |                   |

|  | Velociraptor                                            |
|  |                                                         |
|  | \| \| Tsaagan \| \| \| \| \| \| Linheraptor \| \| \| \| |
|  |                                                         |
|  | Tsaagan                                                 |
|  |                                                         |
|  | Linheraptor                                             |
|  |                                                         |

|  | Tsaagan     |
|  |             |
|  | Linheraptor |
|  |             |

## Storia della scoperta

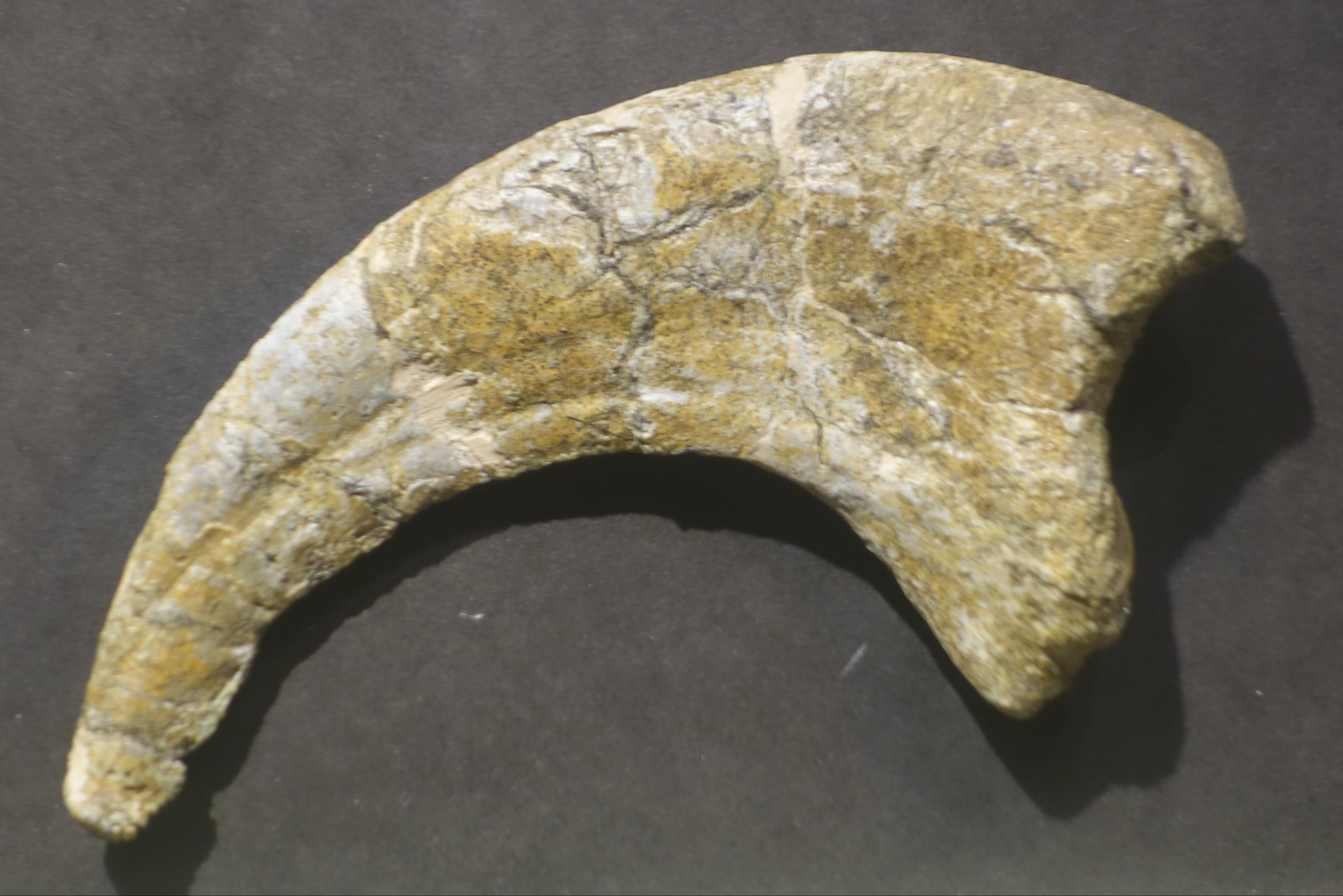
Artiglio, al BYU Museum of Paleontology

I primi esemplari di Utahraptor furono scoperti nel 1975 da Jim Jensen nella cava di Dalton Wells, nello Utah centro-orientale, vicino alla città di Moab, sebbene inizialmente non abbiano ricevuto molta attenzione. Dopo il ritrovamento di un grosso artiglio da parte di Carl Limoni nell'ottobre 1991, James Kirkland, Robert Gaston e Donald Burge individuarono ulteriori resti di Utahraptor nel 1991 presso la cava di Gaston, nella Contea di Grand, nello Utah, all'interno dei membri Yellow Cat e Poison Strip della Formazione Cedar Mountain. La datazione radiometrica ha indicato che queste parti della Formazione Cedar Mountain si sono depositate circa 124 milioni di anni fa. L'esemplare tipo, CEU 184v.86, è attualmente custodito presso il College of Eastern Utah Prehistoric Museum, mentre la Brigham Young University, depositaria dei reperti raccolti da Jensen, ospita attualmente la più grande collezione di fossili di Utahraptor.
La specie tipo (e unica specie attualmente nota del genere), Utahraptor ostrommaysi, fu nominata da Kirkland, Gaston e Burge nel giugno 1993, in onore del paleontologo americano John Ostrom del Peabody Museum of Natural History della Yale University e di Chris Mays della Dinamation International. In origine, nel nome specifico, fu utilizzato il genitivo singolare ostrommaysi, ma nel 1999 George Olshevsky suggerì di modificarlo al plurale. Tuttavia, un articolo pubblicato sul Bulletin of Zoological Nomenclature concluse che l'International Code of Zoological Nomenclature non prevede alcuna disposizione per formare una forma genitiva dal latino che coinvolga due persone con nomi diversi; di conseguenza, ostrommaysi deve essere considerato una combinazione arbitraria di lettere e non una forma genitiva propriamente formata. Per questo motivo, gli autori della pubblicazione ritengono che la forma originale ostrommaysi sia l'alternativa corretta da utilizzare. Ad oggi, il nome completo più usato nelle pubblicazioni scientifiche è Utahraptor ostrommaysi. In precedenza, si era pensato di nominare la specie «Utahraptor spielbergi», in onore del regista Steven Spielberg, in cambio di un finanziamento per la ricerca paleontologica, ma non si riuscì a raggiungere un accordo sull'entità dell'assistenza economica richiesta.

### Resti aggiuntivi

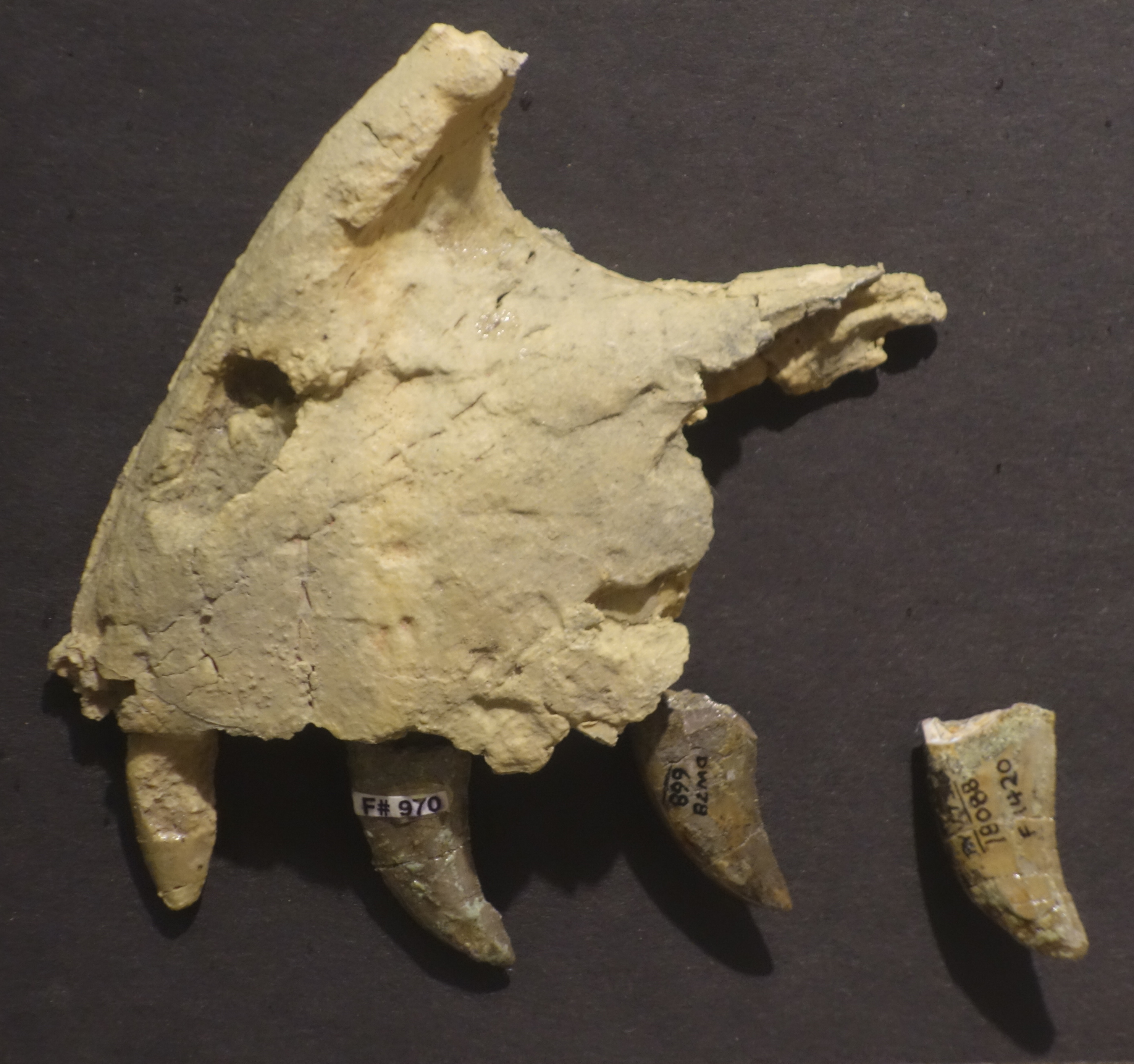
Premascella, al BYU Museum of Paleontology

Nel 2001, Kirkland et al. seguirono la scoperta di uno studente laureato, che aveva individuato un osso sporgente da un blocco fossile di nove tonnellate di arenaria nello Utah orientale. Il blocco conteneva le ossa di almeno sette individui, tra cui un adulto di circa 4,8 metri, quattro giovani e un cucciolo di circa 1 metro di lunghezza. Fossilizzati insieme ai predatori sono stati ritrovati anche resti di almeno un genere di erbivoro iguanodonte.
Kirkland ipotizzò che gli Utahraptor avessero tentato di raggiungere la carcassa o di attaccare la preda indifesa, rimanendo a loro volta impantanati nelle sabbie mobili. Siti simili, come la Cleveland-Lloyd Quarry e la californiana La Brea Tar Pits, mostrano grandi assemblaggi di carnivori intrappolati. L'esame dei fossili è in corso dopo un decennio di scavi; se l'ipotesi di Kirkland fosse corretta, si tratterebbe di una delle trappole per predatori meglio conservate mai scoperte. I fossili potrebbero inoltre fornire nuove informazioni sul comportamento di Utahraptor, ad esempio se questi animali cacciassero effettivamente in gruppo, come si è ipotizzato per Deinonychus, o se gli individui impantanati morirono insieme simultaneamente oppure furono attratti uno dopo l'altro dalle carcasse che si accumulavano. Tuttavia, la questione non è ancora chiara, poiché il lavoro sui campioni è attualmente rallentato. Risposte più concrete potrebbero emergere una volta completati gli sforzi di crowdfunding dell'Utahraptor Project di Scott Madsen, il cui ricavato sarà destinato all'impiego di escavatori professionisti.

## Paleobiologia

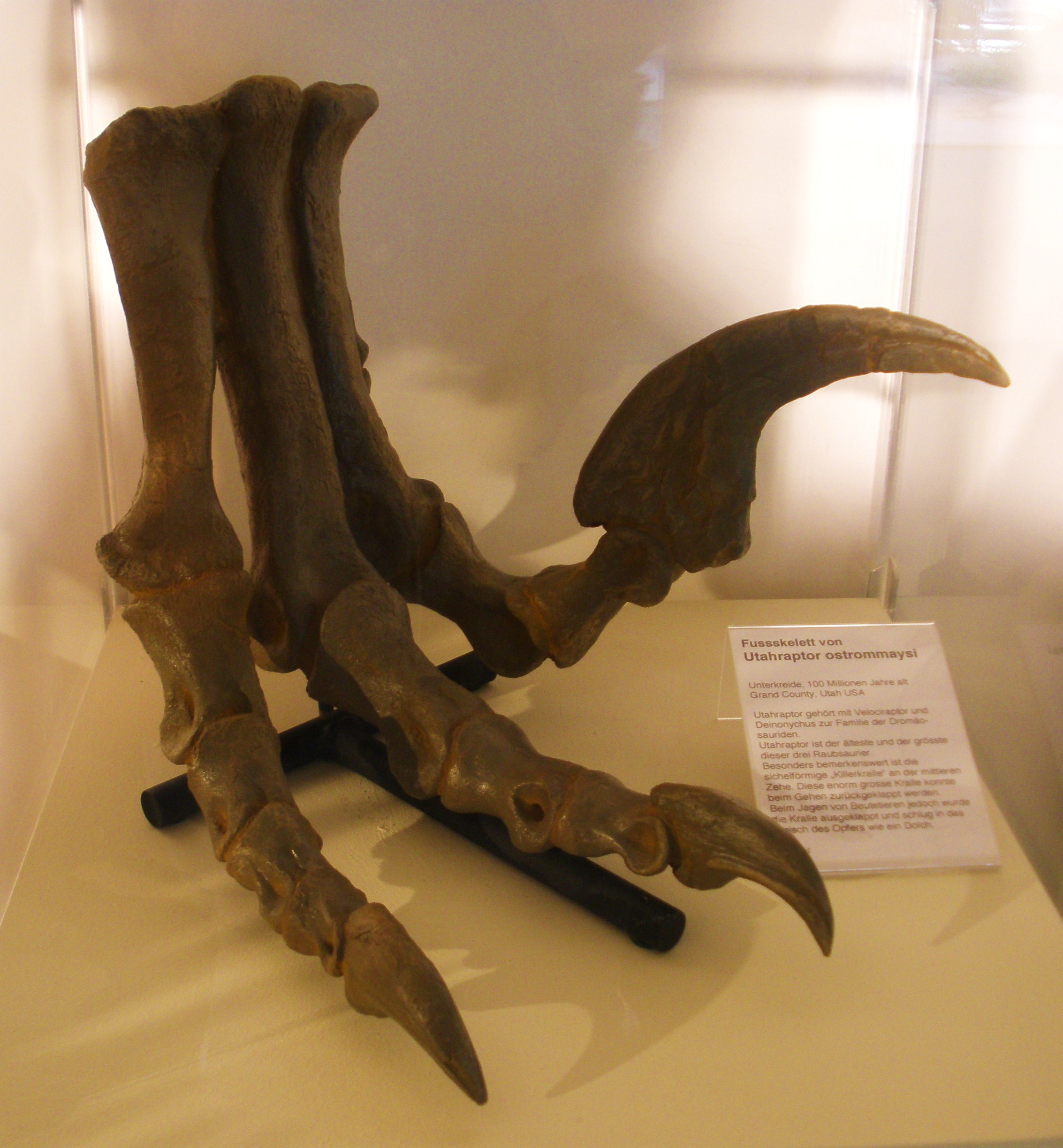
Ricostruzione scheletrica del piede, al Dinosaur Museum Aathal

Secondo gli autori della sua descrizione, Utahraptor ricopriva un ruolo ecologico di grande rilievo nel suo ambiente, essendo il principale carnivoro di quello che oggi corrisponde al Parco nazionale degli Arches durante il Cretaceo inferiore, e sarebbe stato in grado di cacciare e abbattere prede più grandi di lui. Gruppi di caccia composti da esemplari lunghi 3,5 metri e dal peso di circa 70 kg, se effettivamente provati, avrebbero potuto abbattere anche prede di 8 metri di lunghezza e pesanti 1-2 tonnellate.
Secondo il paleontologo Gregory S. Paul, Utahraptor non era particolarmente veloce e avrebbe svolto il ruolo di predatore d'agguato, cacciando grandi dinosauri come iguanodonti e terizinosauroidi contemporanei. La sua corporatura robusta e il grande artiglio a falce suggeriscono che fosse specializzato nella predazione di queste prede, ma poco adatto all'inseguimento e probabilmente non molto agile. È quindi più plausibile che sorprendesse le sue vittime con un attacco improvviso, balzando loro addosso e utilizzando gli artigli per restare aggrappato alla preda, infliggendo al contempo profonde ferite con le fauci, mentre si manteneva in equilibrio grazie alle braccia piumate, fino a quando la preda, dissanguata, crollava al suolo. Questo stile di caccia è denominato Raptor Prey Restraint (RPR), ed è osservabile anche nei rapaci attuali; si ipotizza  che fosse utilizzato anche dai dromaeosauridi. Come altri rappresentanti della sottofamiglia Dromaeosaurinae, Utahraptor potrebbe inoltre aver fatto notevole affidamento sulle proprie mascelle per infliggere ferite profonde alle prede, in misura maggiore rispetto ai velociraptorinae, caratterizzati da una mascella più sottile e delicata.
In uno studio del 2001 condotto da Bruce Rothschild e colleghi, due esemplari costituiti da piedi riferiti a Utahraptor sono stati analizzati alla ricerca di segni di fratture da stress, ma in nessuno dei due sono stati riscontrate tali evidenze.

## Paleoecologia
Utahraptor visse nella parte inferiore della Formazione Cedar Mountain, in un sito noto come Yellow Cat Member. Secondo gli autori della sua descrizione, Utahraptor ricopriva un importante ruolo ecologico in quanto unico grande carnivoro noto della paleofauna dell'attuale regione degli Arches durante il Cretaceo inferiore, e probabilmente poteva attaccare anche prede più grandi di lui. Se fosse confermato che Utahraptor cacciava, anche occasionalmente, in gruppo, significherebbe che un solo gruppo di individui lunghi almeno 3,5 metri e dal peso di 70 kg avrebbe potuto facilmente uccidere una preda di 8 metri e del peso di 1-2 tonnellate. Inoltre, i sauropodi con una lunghezza fino a 20 metri potrebbero essere stati una parte importante della sua dieta. Il paleontologo Thomas R. Holtz stimò che Utahraptor visse circa 130-125 milioni di anni fa. In diverse occasioni, il Yellow Cat Member è stato datato al Barremiano-Aptiano, ma Sames & Schudack (2010) hanno proposto una riassegnazione dell'età stimata, suggerendo un intervallo Berriasiano-Valanginiano; tuttavia, questa interpretazione non è stata accolta dalla maggior parte degli autori. Utilizzando metodi avanzati di datazione radiometrica e palinologica, Joeckel et al. (2019) hanno concluso che il Yellow Cat Member è effettivamente più antico rispetto alle stime precedenti: il deposito risale a 139-134,6 milioni di anni fa, tra il tardo Berriasiano e il primo Valanginiano. Sulla base della nuova palinoflora identificata, è stata assegnata provvisoriamente un'età compresa tra il Berriasiano medio e il primo Hauteriviano.

### Paleoflora

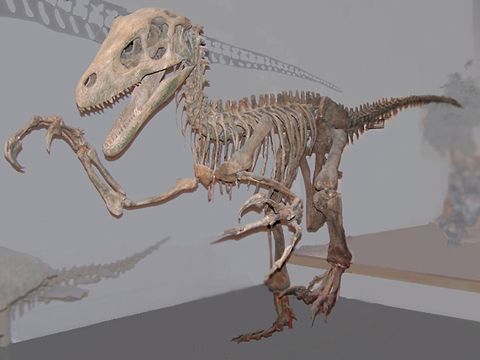
Scheletro esposto nel College of Eastern Utah Prehistoric Museum

Utahraptor è stato rinvenuto nel sito di Yellow Cat Member, che durante il Berriasiano fino al tardo Valanginiano era caratterizzato da un clima semiarido con praterie, pianure alluvionali, foreste fluviali e boschi aperti dominati da conifere (Pinophyta), felci (Polypodiopsida), antocerote (Anthocerotophyta) e altre piante tracheofite. Durante la descrizione di Mierasaurus, è stata interpretata anche la presenza di una zona umida ricca d'acqua. Si ritiene che fosse presente una breve stagione delle piogge, ipotesi supportata dalla presenza di spore carbonizzate e altri detriti vegetali combusti, che indicano il verificarsi di numerosi incendi antichi durante la stagione secca.

### Paleofauna

Dimensioni di Utahraptor a confronto con la fauna contemporanea (membri Yellow Cat e Poison Strip) della Formazione Cedar Mountain (Utahraptor in rosso scuro)

Utahraptor condivideva il paleoambiente del Yellow Cat Member con vari dinosauri, tra cui gli iguanodonti Hippodraco e Cedrorestes, i teropodi Martharaptor e Nedcolbertia, il nodosauride Gastonia e i sauropodi Cedarosaurus e Moabosaurus. L'unico mammifero conosciuto da questo sito è l'hahnodontide Cifelliodon.
La zona non era abitata solo da dinosauri, ma anche da piccoli animali come i pesci Ceratodus e Semionotus, le tartarughe Glyptops e Trinitichelys, Aquatilavipes (impronte fossili di uccelli), il rincocèfalo Toxolophosaurus e resti indeterminati di squali hybodontidi e polyacrodontidi.
Sono stati recuperati inoltre ulteriori resti della paleofauna dell'epoca, la maggior parte dei quali non è ancora stata nominata e/o è indeterminata, incluso un cranio di mesoeucrocodyliano isolato, lungo 20 centimetri. Un neochoristodero, rappresentato da un femore parziale sinistro, mostra che la fauna acquatica era presente e diversificata durante il Cretaceo inferiore nella Formazione Cedar Mountain. Tra i dinosauri non ancora descritti vi sono un grande iguanodonte dotato di una vela dorsale, rappresentato da alcune grandi vertebre e resti frammentari, e un eudromaeosauride indeterminato, noto per alcune vertebre caudali e una coda frammentaria (UMNH VP 20209).

## Nella cultura di massa
Utahraptor è uno dei dromaeosauri, o «raptor», meglio conosciuti e più noti al pubblico grazie al suo aspetto caratteristico e alle sue dimensioni. Sebbene i suoi resti siano stati descritti solo nel 1993, casualmente, poco tempo prima Steven Spielberg aveva prodotto Jurassic Park, in cui uno dei dinosauri principali, pur chiamato Velociraptor, era straordinariamente simile alla nuova specie scoperta, sebbene ispirato al già noto Deinonychus.
Raptor Red, pubblicato nel 1995, racconta la storia romanzata di una femmina di Utahraptor. Scritto dal paleontologo Robert T. Bakker, il romanzo è stato valutato positivamente dalla critica, sebbene i progressi della scienza abbiano reso obsoleti alcuni aspetti della trama, e la comunità paleontologica abbia criticato il libro per alcune imprecisioni riguardanti il record fossile. Bakker ha comunque ricevuto molti elogi per l'antropomorfizzazione dei dinosauri.
Il dinosauro appare nel videogioco Jurassic World: Il gioco, dove, raggiunto il livello 40, può essere fuso con Spinosaurus per creare Spinoraptor; quest'ultimo, una volta portato al livello 40, può essere ulteriormente ibridato con il Super-DNA di Kaprosuchus per ottenere Spinotasuco.
Utahraptor compare anche in Jurassic World Alive, dove, raggiunto il livello 10, può essere fuso con uno Spinosaurus dello stesso livello per creare Spinotahraptor (un dinosauro molto simile allo Spinoraptor). Se portato al livello 15, può essere fuso con un Kaprosuchus di pari livello per ottenere Spinotasuco, che, a sua volta, al livello 20, può essere fuso con un Albertosaurus di pari livello per creare Albertospino.
Il 30 novembre 2021 è stato pubblicato un DLC di Jurassic World Evolution 2 dedicato ai dinosauri carnivori del Cretaceo, che includeva, oltre a Utahraptor, anche Tarbosaurus, Concavenator e Gigantoraptor.